# Promachus indigenus
Promachus indigenus là một loài ruồi trong họ Asilidae. Promachus indigenus được Becker miêu tả năm 1925. Loài này phân bố ở miền Ấn Độ - Mã Lai.